# Spy Kids 4D
Spy Kids 4D (originaltitel: Spy Kids: All the Time in the World), även känd som Spy Kids 4, är en amerikansk action-familjefilm från 2011, producerad, skriven och regisserad av Robert Rodriguez. Det är den fjärde delen i Spy Kids-filmserien. Filmen visas i 4D och använder sig av "Aromascope" som gör att tittarna kan känna på lukter och dofter från filmen via specialtillverkade scratch & sniff-kort.
Filmen hade biopremiär i Nordamerika den 19 augusti 2011 och i Sverige den 16 september.

## Handling
På ytan har Marissa Cortez Wilson (Jessica Alba) allt som hon kan önska sig: gift med en känd spionjagare och TV-reporter, fött en ny bebis och har två begåvade styvbarn. Men i verkligheten så är hennes hittills största utmaning: att ta hand om hennes två barn, Rebecca Wilson (Rowan Blanchard) och Cecil Wilson (Mason Cook). Dessutom har hennes make Wilbur (Joel McHale) inte någon blekaste aning om att han är gift med en spion. Marissa är en hemlig permitterad spion och hennes värld vänds upp och ner när den galne Tidväktarn (Jeremy Piven) hotar att ta över hela jorden. Hon kallas då omedelbart tillbaka till hennes spionjobb av chefen för OSS, som är högkvarteret för landets största spioner och där den numera nedlagda Spy Kids-gruppen hade skapats. Med lite hjälp från ett par väldigt bekanta Spy Kids-spioner, Carmen Cortez (Alexa Vega) och Juni Cortez (Daryl Sabara), ska de försöka rädda hela världen från Tidväktarns makt och samtidigt ta med hela familjen på ett episkt äventyr.

## Rollista
| Rowan Blanchard                     | – Rebecca Wilson                                          |
| Mason Cook                          | – Cecil Wilson                                            |
| Jessica Alba                        | – Marissa Wilson                                          |
| Joel McHale                         | – Wilbur Wilson                                           |
| Alexa Vega                          | – Carmen Cortez                                           |
| Daryl Sabara                        | – Juni Cortez                                             |
| Danny Trejo                         | – Isador "Machete" Cortez                                 |
| Belle Solorzano och Genny Solorzano | – Maria Wilson/Spy Baby (röstskådespelare: Sarah Stewart) |
| Jeremy Piven                        | – Danger, Tidväktarn och Tick Tock                        |
| Ricky Gervais                       | – Argonaut (röst)                                         |
| Antonio Banderas                    | – Gregorio Cortez (okrediterad)                           |

## Svenska röster
| Julianna Wretman Werner | – Rebecca Wilson          |
| Elias Olsson            | – Cecil Wilson            |
| Claudia Galli           | – Marissa Wilson          |
| Göran Berlander         | – Wilbur Wilson           |
| Maria Rydberg           | – Carmen Cortez           |
| Jonas Bane              | – Juni Cortez             |
| Jan Åström              | – Isador "Machete" Cortez |
| ?                       | – Maria Wilson/Spy Baby   |
| Niclas Wahlgren         | – Tick Tock               |
| Johan Hedenberg         | – Danger, Tidväktarn      |
| Nicklas Berglund        | – Argonaut                |
| ?                       | – Gregorio Cortez         |

## Produktion
Robert Rodriguez uppmanades av misstag under filminspelningen av Machete att börja arbeta med en fjärde film av Spy Kids-serien. Produktionen av filmen annonserades den 25 september 2009, sex år efter att filmen Spy Kids 3-D: Game Over hade biopremiär. Filmmanuset fullbordades av Robert Rodriguez i december 2009. Titeln till filmen avslöjades som Spy Kids: All the Time in the World den 24 mars 2010, och releasedatumet uppdaterades senare till den 19 augusti 2011 i Nordamerika.
Filmninspelningen påbörjades i oktober 2010. Den svenska dubbningen av filmen gjordes av Eurotroll AB.